# Simulium pekingense
Simulium pekingense es una especie de insecto del género Simulium, familia Simuliidae, orden Diptera.
Fue descrita científicamente por Sun, 1999.